# Suazi na Letnich Igrzyskach Olimpijskich 2016
Suazi na Letnich Igrzyskach Olimpijskich 2016 w Rio de Janeiro reprezentowało dwóch zawodników. Był to 10. start reprezentacji Suazi na letnich igrzyskach olimpijskich.

## Lekkoatletyka
| Zawodnik           | Konkurencja            | Runda 1  | Runda 1 | Runda 2  | Runda 2 | Półfinał | Półfinał | Finał    | Finał   |
| Zawodnik           | Konkurencja            | Rezultat | Pozycja | Rezultat | Pozycja | Rezultat | Pozycja  | Rezultat | Pozycja |
| ------------------ | ---------------------- | -------- | ------- | -------- | ------- | -------- | -------- | -------- | ------- |
| Sibusiso Matsenjwa | Bieg na 200 m mężczyzn | 20,63    | 47.     | —        | —       | NQ       | NQ       | NQ       | NQ      |
| Phumlile Ndzinisa  | Bieg na 100 m kobiet   | 12,49    | 11.     | NQ       | NQ      | NQ       | NQ       | NQ       | NQ      |